# Los Charapas de Oro (álbum)
Los Charapas De Oro es el tercer álbum de la agrupación musical Los Mirlos. Fue editado originalmente en 1975 por la compañía discográfica Infopesa. En 2018 fue reeditado en vinilo  y lanzado a plataformas digitales por la compañía discográfica Infopesa.

## Lista de canciones
| Lado A |                        |                          |          |  |
| N.º    | Título                 | Escritor(es)             | Duración |  |
| 1.     | «Somos Los Mirlos»     | Jorge Rodríguez          | 3:19     |  |
| 2.     | «Sonido Amazónico»     | Alberto Sánchez Casanova | 2:42     |  |
| 3.     | «Amor Ausente»         | Jorge Rodríguez          | 3:17     |  |
| 4.     | «El Llorón»            | Gilberto Reátegui        | 2:52     |  |
| 5.     | «Cabalgando Con Ella»  | Carlos Rodríguez         | 3:10     |  |
| 6.     | «El Viejito Enamorado» | Danny Johnston           | 3:01     |  |
| 18:21  |                        |                          |          |  |

| Lado B |                         |                                 |          |  |
| N.º    | Título                  | Escritor(es)                    | Duración |  |
| 7.     | «Recordando Un Amor»    | Danny Johnston                  | 2:48     |  |
| 8.     | «La Danza Del Petróleo» | Emerson Isaías Sánchez Casanova | 3:41     |  |
| 9.     | «Linda Provinciana»     | Jorge Rodríguez                 | 2:37     |  |
| 10.    | «Caprichosa Y Engreída» | Manuel Linares                  | 3:26     |  |
| 11.    | «Flor Silvestre»        | Jorge Rodríguez                 | 2:58     |  |
| 12.    | «Para Violeta»          | Gilberto Reátegui               | 2:39     |  |
| 18:09  |                         |                                 |          |  |

## Créditos
Los Charapas De Oro
- Jorge Rodríguez Grández: Voz
- Danny Johnston: Guitarra eléctrica
- Gilberto Reátegui: Guitarra eléctrica
- Manuel Linares: Bajo
- Hugo Jauregui: Batería
- Carlos Vásquez: Timbales
- Wagner Grandez: Bongós
- Segundo Rodríguez: Güiro